# Butiá
Butiá là một đô thị thuộc bang Rio Grande do Sul, Brasil. Đô thị này có diện tích 768,889 km², dân số năm 2007 là 19945 người, mật độ 25,94 người/km².